# Tytoń (roślina)
Tytoń (Nicotiana L.) – rodzaj roślin zielnych z rodziny psiankowatych. Obejmuje ok. 70–75 gatunków pochodzących z obydwu Ameryk oraz z Australii. Szereg gatunków uprawianych jest też w wielu innych rejonach świata. Rośliny te, a zwłaszcza tytoń szlachetny N. tabacum i tytoń bakun N. rustica są stosowane na całym świecie do wyrobu produktów tytoniowych. Szereg gatunków uprawia się jako rośliny ozdobne, najczęściej jednoroczne: tytoń oskrzydlony N. alata i tytoń Sandera N. × sanderae.
W Polsce uprawiane są do celów przemysłowych i ozdobnych głównie: tytoń szlachetny N. tabacum, tytoń bakun N. rustica, tytoń oskrzydlony N. alata, rzadziej inne gatunki.

## Morfologia

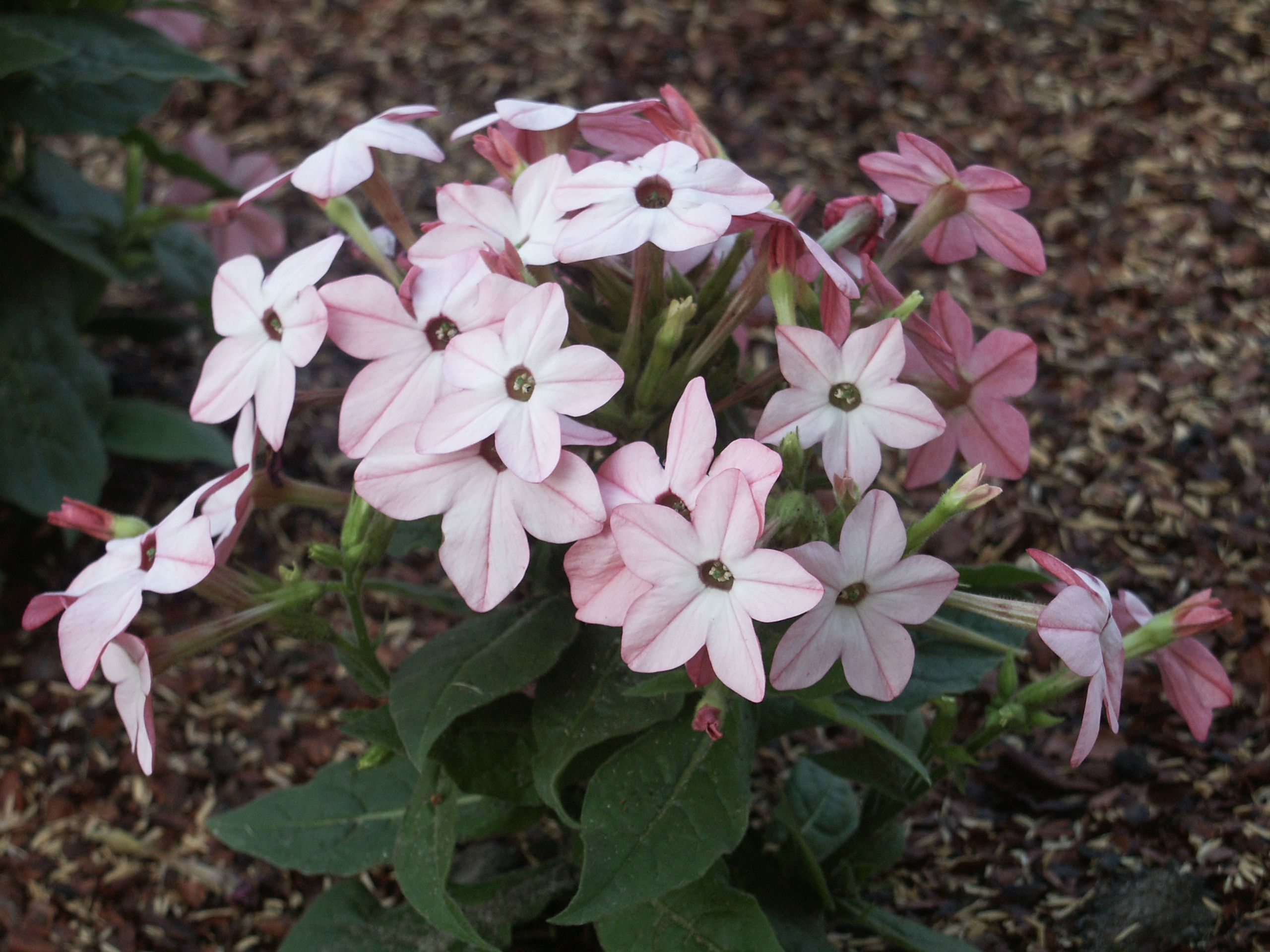
Tytoń Sandera

PokrójRośliny jednoroczne, dwuletnie, byliny oraz okazałe krzewy osiągające ok. 5 m wysokości.
LiściePojedyncze, często miękkie i gruczołowato owłosione.
KwiatyPięciokrotne, zebrane w luźnych kwiatostanach. Kielich zrosłodziałkowy, rurkowaty. Korona kwiatu zwykle na ponad połowie swojej długości z płatkami zrośniętymi w wąską rurkę, na końcu z mniej lub bardziej rozchylonymi łatkami. Barwy białej, żółtej, różowej, fioletowej lub zielonkawej. Pręcików jest 5, podobnych długością lub jeden z nich wyraźnie jest krótszy. Zalążnia górna, dwukomorowa, z licznymi zalążkami, szyjka słupka pojedyncza, zakończona zaokrąglonym znamieniem.
OwoceSuche torebki otwierające się dwiema lub czterema klapkami, zawierające dużą liczbę drobnych, brązowych nasion.

## Etymologia
Nazwa rodzaju, łac. Nicotiana, została utworzona na cześć Jeana Nicota, ambasadora Francji w Portugalii, który wprowadził w swej ojczyźnie zwyczaj palenia tytoniu; takie samo pochodzenie ma też nazwa występującego w tytoniu alkaloidu – nikotyny.
Nazwa polska, tytoń, pochodzi z tur. tütün; w dawnej polszczyźnie spotykało się także warianty: tiutiuń, tiutuń, tutiun, tutun, tutuń, tytiuń oraz tytuń.

## Systematyka

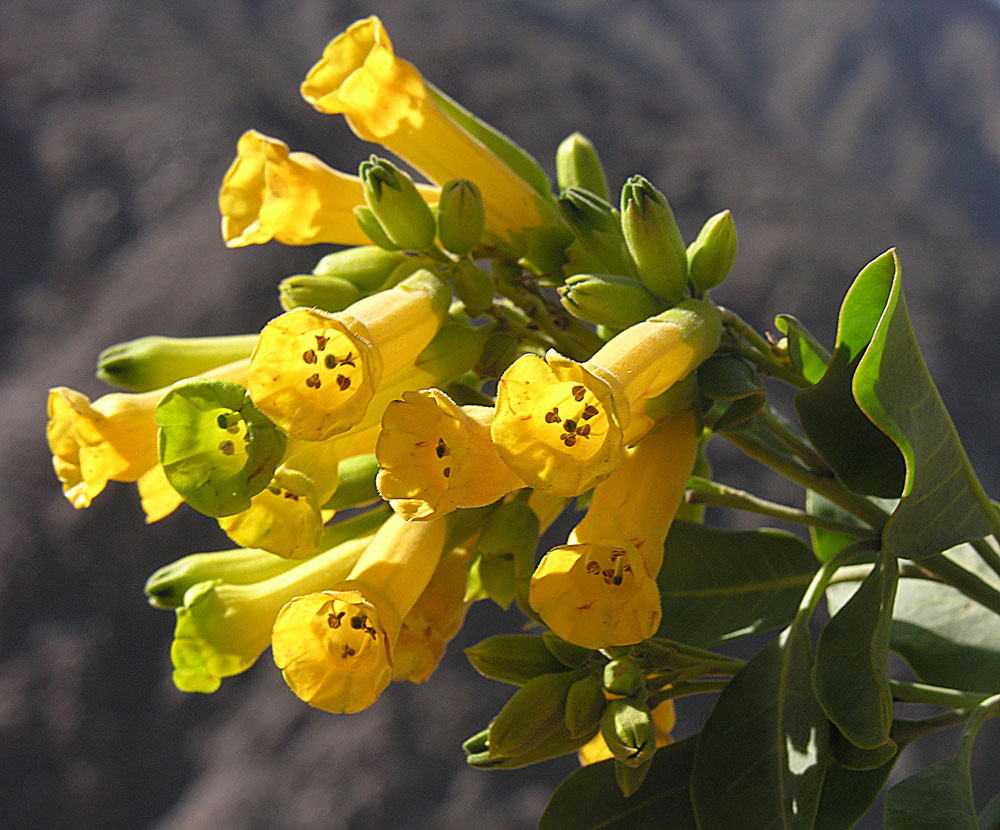
Tytoń siny

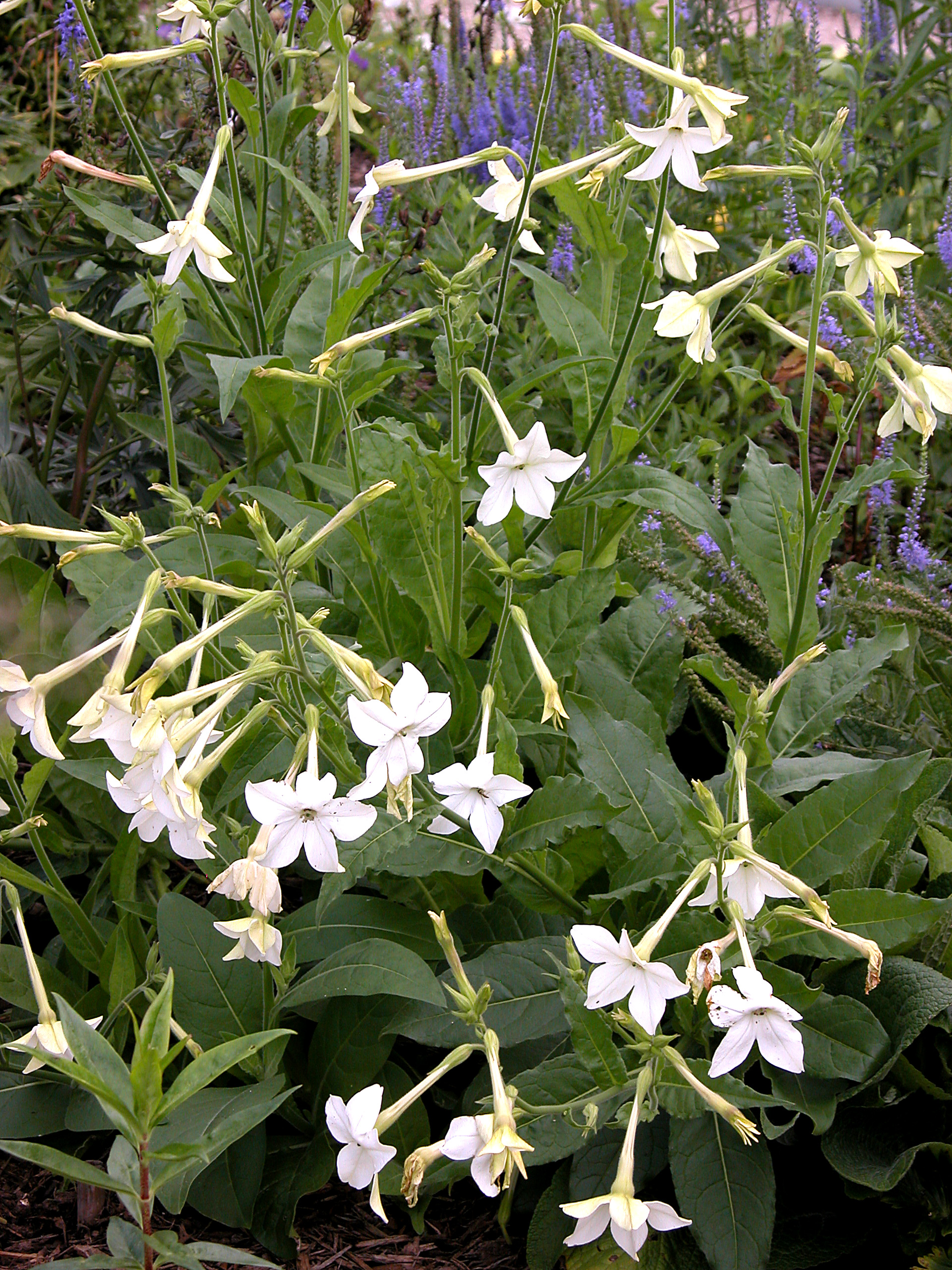
Tytoń oskrzydlony

Jeden z rodzajów podrodziny Nicotianoideae w rodzinie psiankowatych (Solanaceae), wchodzącej w skład rzędu psiankowców (Solanales).
Synonimy
Amphipleis Raf., Blenocoes Raf., Dittostigma Phil., Eucapnia Raf., Langsdorfia Raf., Lehmannia Spreng., Perieteris Raf., Polydiclis (G. Don) Miers, Sairanthus G. Don, Siphaulax Raf., Tabacum Gilib., Tabacus Moench, Waddingtonia Phil.
Wykaz gatunków
- Nicotiana acaulis Speg.
- Nicotiana acuminata (Graham) Hook.
- Nicotiana africana Merxm.
- Nicotiana alata Link & Otto – tytoń oskrzydlony
- Nicotiana ameghinoi Speg.
- Nicotiana arentsii Goodsp.
- Nicotiana azambujae L.B. Sm. & Downs
- Nicotiana benavidesii Goodsp.
- Nicotiana bigelovii (Torr.) S. Watson
- Nicotiana bonariensis Lehm.
- Nicotiana clevelandii A. Gray
- Nicotiana cordifolia Phil.
- Nicotiana cutleri D'Arcy
- Nicotiana excelsior (J.M. Black) J.M. Black
- Nicotiana forgetiana hort. ex Hemsl.
- Nicotiana friesii Dammer ex R.E. Fr.
- Nicotiana glauca Graham – tytoń siny
- Nicotiana glutinosa L.
- Nicotiana greeneana Rose
- Nicotiana kawakamii Y. Ohashi
- Nicotiana knightiana Goodsp.
- Nicotiana langsdorffii Weinmann – tytoń Langsdorfa
- Nicotiana leguiana J.F. Macbr.
- Nicotiana linearis Phil.
- Nicotiana longibracteata Phil.
- Nicotiana longiflora Cav.
- Nicotiana miersii J. Rémy
- Nicotiana mutabilis Stehmann & Semir
- Nicotiana noctiflora Hook.
- Nicotiana obtusifolia M. Martens & Galeotti
- Nicotiana otophora Griseb.
- Nicotiana paa Mart.-Crov.
- Nicotiana palmeri A. Gray
- Nicotiana pandurata Dunal
- Nicotiana paniculata L.
- Nicotiana pauciflora J. Rémy
- Nicotiana petunioides (Griseb.) Millán
- Nicotiana plumbaginifolia Viv.
- Nicotiana quadrivalvis Pursh
- Nicotiana raimondii J.F. Macbr.
- Nicotiana repanda Lehm.
- Nicotiana rosulata (Moore) Domin
- Nicotiana rustica L. – tytoń bakun, machorka
- Nicotiana × sanderae W. Watson – tytoń Sandera
- Nicotiana setchellii Goodsp.
- Nicotiana solanifolia Walp.
- Nicotiana sylvestris Speg. & S. Comes – tytoń leśny
- Nicotiana tabacum L. – tytoń szlachetny
- Nicotiana thyrsiflora Goodsp.
- Nicotiana tomentosa Ruiz & Pav.
- Nicotiana tomentosiformis Goodsp.
- Nicotiana trigonophylla Dunal
- Nicotiana undulata Ruiz & Pav.
- Nicotiana wigandioides Koch & Fintelmann

## Zastosowanie
- Tytoń szlachetny uprawiany jest powszechnie jako surowiec do produkcji wyrobów tytoniowych. Mniejsze znaczenie w podobnym zakresie ma także tytoń bakun. Z gatunków tych wytwarza się używki palone (papieros, cygaro, cygaretka, tytoń fajkowy) lub bezdymne (tabaka, snus).
- Niektóre gatunki są uprawiane jako rośliny ozdobne.
- Tytoń używany jest także jako nawóz. Przygotowane z niego emulsje i napary mają właściwości owadobójcze i grzybobójcze[14].